# Суперчарджър
Суперчарджърът, известен сред инженерите като преводен компресор, е механично устройство, разновидност на компресора, което служи за нагнетяване (сгъстяване) на въздуха, който се подава към двигател с вътрешно горене. Нагнетяването на въздуха позволява в горивните камери на двигателя да постъпва по-голямо количество кислород, което позволява да се изгори по-голямо количество гориво и дава по-голяма изходна мощност на двигателя.
Суперчарджърът се задвижва механично, чрез ремък, зъбчати колела, вал или верига свързани към коляновия вал на двигателя, като за разлика от турбокомпресора работи в целия диапазон от обороти още от ниските (турбокомпресорите са ефективни предимно на високи обороти заради скоростта на изходящите газове).
Когато мощността е осигурена от турбина задвижвана от изгорели газове, вместо термина суперчарджър е прието да се използва турбокомпресор или само турбо. В този смисъл терминът суперчарджър се използва изключително за компресори с механично задвижване от двигателя.